# Charlot al ballo
Charlot al ballo (Tango Tangles, noto anche come Charlie's Recreation e Music Hall) è un cortometraggio muto del 1914 prodotto, scritto e diretto da Mack Sennett. È un film in cui Charlie Chaplin, a dispetto del titolo italiano e della locandina, non interpreta Charlot ed è privo di trucco, così come gli altri comici della Keystone Pictures Studio. Sennett si accordò con loro perché improvvisassero una comica parzialmente girata in una dance hall di Venice (Los Angeles). 

## Trama
In una sala da ballo, un cliente visibilmente brillo nota la bella guardarobiera e la trascina nel ballo avvinghiandola con ardore, suscitando la gelosia del capobanda che interviene a liberarla dalla stretta, per quanto la ragazza non ne sembri dispiaciuta. Ne nasce un violento alterco su cui ha la meglio il capobanda, che se ne fa vanto con la bella. Lei risulta però essere la fidanzata del clarinettista grassone dell'orchestra, il quale, accortosi delle attenzioni riservatele, interviene dissuadendo il proprio maestro dal proseguire nelle intenzioni, allontanandolo. Il capobanda si imbatte di nuovo nel cliente brillo, e nuovamente scoppia la rissa tra i due che, alla fine, si mettono K.O. a vicenda.

## Produzione e distribuzione
Il film fu completato il 17 febbraio 1914 e distribuito negli Stati Uniti dalla Mutual Film il 9 marzo, mentre in Italia fu trasmesso su Rai 1 il 23 maggio 1970 nel programma Oggi le comiche.
Le date di uscita sono state:
- 9 marzo 1914 negli Stati Uniti
- 1916 in Svezia (Chaplin dansar tango)
- 21 luglio in Danimarca (Chaplin danser tango)